# Casas en L'Estaque
Casas en L'Estaque (título original francés: Maisons à L'Estaque) es una pintura al óleo del pintor francés Georges Braque de 1908 realizada en L'Estaque, cerca de Marsella. Es la imagen que produjo por primera vez el concepto de «cubos» (cubismo). El cuadro se encuentra en la colección del Kunstmuseum de Berna.

## Contexto
Se considera a Georges Braque y Pablo Picasso como los primeros artistas en intentar expresar, por medio del cubismo, que una obra de arte no debía ser reducida en su concepción y apariencia, sino que la realidad artística cubista siempre debe encontrar referencias en el mundo natural, aunque alteradas, debe de haber siempre algún tipo de conexión entre la naturaleza y el objeto representado. Braque se había trasladado a vivir a París desde 1899 aunque no expuso hasta 1906 en el Salón de los Independientes donde mostró un estilo cercano a las obras de los fauves. En el otoño de 1907 visitó el taller de Pablo Picasso, donde pudo ver el cuadro aún no terminado sobre Les Demoiselles d'Avignon, que causó una gran impresión al pintor francés. Entre ambos artistas surgió una gran amistad y comprobaron que los dos tenían una evolución similar en cuanto a la estética de sus pinturas y su admiración por los planos de colores que empleaba Paul Cézanne, muerto en 1906. Esta colaboración entre ambos artistas duró hasta el año 1914, cuando Braque se alistó en el ejército francés para combatir en la Primera Guerra Mundial. De esa época el propio Braque explica que con Picasso: «Nos veíamos todos los días, discutíamos, ensayábamos las ideas que nos llegaban y comparábamos nuestras obras respectivas.»
Braque pintó unos paisajes en L'Estaque, población cercana a Marsella, en los veranos de 1908 y 1909 (uno de los sitios favoritos de Cezanne), donde experimentó con nuevas formas estructurales más geométricas, en este mismo periodo tuvo Picasso una evolución similar en sus paisajes de La Rue des Bois y en los pintados en Horta de San Juan, también experimentando en el mismo estilo geométrico, ambos realizaron una nueva pintura de descomposición de la figura y naturaleza en formas cilíndricas, cónicas o esféricas. Braque a finales del año 1908 realizó una exposición en la galería del marchante Daniel Henry Kahnweiler, después de que el pintor se retirara del Salón de Otoño, donde sus cuadros —excepto dos—, habían sido rechazados, se dice que Matisse, miembro del jurado había expresado que las pinturas de Braque estaban realizadas con «pequeños cubos», esta frase fue posteriormente negada por Matisse, pero el crítico Louis Vauxcelles escribió en la revista Gil Blas (14 de noviembre de 1908) «El señor Braque desprecia la forma y reduce todo -lugares, figuras y cosas- a cubos» de esta manera quedó bautizado el nuevo movimiento pictórico como cubismo. Esta primera fase se denominó «cubismo analítico».

## Descripción
El cromatismo que presenta en Casas en L'Estaque es de tonalidad muy reducida ocre, verde y gris, las casas están escalonadas y realizadas a partir de cubos, compuestos unos sobre otros y se amontonan como si se tratara de un castillo realizado con cartas de naipes. Toda la pintura ocupa la tela sin dejar ver nada de horizonte ni cielo, un tronco de árbol en primer plano traza una línea diagonal hacia la izquierda. La luz no viene de un sitio concreto, se consigue el volumen con unas sombras individuales en cada forma. La pintura sigue el pensamiento y la obra de años posteriores de Braque, a la que fue fiel hasta el final de su vida.